# Puerta Carmona (métro de Séville)
Puerta Carmona est une future station de la ligne 3 du métro de Séville. Elle sera située sous l'avenue Menéndez-Pelayo, dans le district de Casco Antiguo, à Séville.

## Situation sur le réseau
Établie en souterrain, Puerta Carmona sera une station de passage de la ligne 3 du métro de Séville. Elle sera située après María Auxiliadora, en direction du terminus nord de Pino Montano Norte, et avant Jardines de Murillo, en direction du terminus sud de Hospital de Valme.

## Histoire
L'emplacement de la station est présenté au public le 13 janvier 2022, lors du dévoilement du projet définitif du tronçon nord de la ligne 3.